# ایالات متحده آمریکا در المپیک تابستانی ۲۰۰۴
ایالات متحده آمریکا در بازی‌های المپیک تابستانی ۲۰۰۴ که در آتن یونان برگزار شد، با ۵۳۳ ورزشکار (۲۷۹ مرد، ۲۵۴ زن) در ۳۱ رشته ورزشی شرکت نمود و موفق به کسب ۱۰۱ مدال (۳۶ طلا، ۳۹ نقره، ۲۶ برنز) شد که در رتبه ۱ مسابقات قرار گرفت.